# 温克尔 (艾费尔火山县)
温克尔是德国莱茵兰-普法尔茨州的一个市镇。总面积6.69平方公里，总人口130人，其中男性67人，女性63人（2011年12月31日），人口密度19人/平方公里。